# Johannes Schader
Johannes Schader (getauft 2. Januar 1589 in Weißenfels; † 13. März 1633 in Sachsenburg) war kursächsischer Verwalter von Schloss und Amt Sachsenburg. Die Schreibweise des Familiennamens lautet auch Schatter.

## Familie
Schader wurde in Weißenfels als Sohn von Christoph Schader, Magister Philosophiae und Stadt-Syndikus zu Weißenfels und der Elisabeth Hillard geboren. Der Großvater väterlicherseits, Hans Schader, starb 1581 als Ratsherr in Weißenfels. Der Großvater mütterlicherseits, Andreas Hillard, war Bürgermeister zu Pegau. Johannes Schader heiratete Anna Römer, Tochter von Johann Römer, Herr auf Greitschütz bei Elstertrebnitz. Beider Sohn, Johann Martin Schader (* 3. März 1625 in Sachsenburg; † 13. Dezember 1686 in Torgau) war Amtsschreiber ebd. Zuvor war er Amtsverwalter zu Lichtenburg und Oberamtsverwalter zu Annaburg.

## Leben
Schader besuchte ab 1603 die Universität Leipzig. Von 1617 bis zu seinem Tod war er Verwalter in Sachsenburg. Am 22. Dezember 1629 kaufte er vom Rat der Stadt Pegau das Rittergut Elstertrebnitz mit den dazugehörigen Dörfern Elstertrebnitz und Eula. Dadurch wurde er dort Erb- und Gerichtsherr. Bis 1724 blieben die Güter Elstertrebnitz und Eula im Besitz der Familie Schatter.
Nach seinem Tod wurde er am 17. März 1633 neben dem Taufstein in der Kirche von Sachsenburg beigesetzt.